# Авранш (виконтство)

Виконтство Авранш в составе Нормандии. XII век
Территория виконтства Авранш
Остальная часть герцогства Нормандия

Виконтство Авранш (фр. Avranches) — небольшое феодальное владение на юго-западе Нормандии в Средние века. Административным центром являлся город Авранш, виконты д’Авранш считались вассалами герцогов Нормандии. В настоящее время территория бывшего виконтства входит в состав департамента Манш.

## История
Виконтство Авранш располагалось на границе Нормандского герцогства и Бретани. До 936 года эта область находилась под сюзеренитетом графа Бретонского, после чего была уступлена герцогам Нормандии. Для организации обороны нормандской границы и отражения угрозы со стороны Бретани в XI веке было образовано виконтство Авранш. Первым достоверно известным правителем Авранша был Ричард ле Гоз, сын виконта Турстана и внук Ансфрида, по всей видимости потомок скандинавских викингов. Сам регион Авранша, однако, был одним из наименее затронутых норманнской колонизацией областью Нормандии: здесь преобладало франко-бретонское население. Ричард ле Гоз был соратником Вильгельма Завоевателя и предоставил ему 30 кораблей для завоевания Англии. Сын Ричарда, Гуго, в 1071 году получил от короля Вильгельма титул графа Честера и Чеширскую марку, которая являлась центральным звеном в оборонительной системе англо-валлийской границы и плацдармом для проникновения в Уэльс. Начиная с 1071 года титулы виконта Авранша и графа Честера оказались объединены и переходили по наследству в линии потомков Гуго д’Авранша.
В 1204 году территория Нормандии была завоёвана французским королём Филиппом II Августом. Однако виконты Авранша сохраняли свои владения до 1236 года, когда после смерти последнего виконта Ранульфа де Блондевиля права на Авранш был выкуплены Людовиком IX. В результате земли виконтства вошли в состав домена королей Франции. В середине XIV века территория виконтства д’Авранш была передана Карлу Злому, королю Наварры и графу д'Эврё, который объединил под своей властью значительную часть Нормандии. Но в 1378 году за измену королю Франции и ведение переговоров с англичанами владения Карла Злого были конфискованы, и виконтство Авранш вернулось в состав королевского домена.

## Список виконтов Авранша
- ок. 1047 — после 1082 : Ричард ле Гоз (ум. после 1082), сын предыдущего;
- 1082—1101 : Гуго I д’Авранш, 1-й граф Честер, сын предыдущего;
- 1101—1120 : Ричард II д’Авранш, 2-й граф Честер, сын предыдущего;
- 1120—1129 : Ранульф I ле Мешен, 1-й граф Честер, племянник предыдущего;
- 1129—1153 : Ранульф II де Жернон, 2-й граф Честер, сын предыдущего;
- 1153—1181 : Гуго II де Кевильок, 3-й граф Честер, сын предыдущего;
- 1181—1232 : Ранульф III де Блондевиль, 4-й граф Честер, сын предыдущего.